# Stanley Chambers
Stanley Chambers (n. 13 septembrie 1910, Greater London, Anglia, Regatul Unit al Marii Britanii și Irlandei – d. 14 august 1991, Hove, Anglia, Regatul Unit) a fost un ciclist de performanță britanic, medaliat olimpic. A participat la o ediție a Jocurilor Olimpice (1932) în care a câștigat o medalie de argint.

## Participări
Lista de mai jos prezintă principalele competiții la care a participat Stanley Chambers de-a lungul carierei.
- cycling at the 1932 Summer Olympics – men's tandem[*]